# Gura Râului, Sibiu
Gura Râului (în germană Auendorf, Gurarou, Gurareu, în maghiară Guraró) este satul de reședință al comunei cu același nume din județul Sibiu, Transilvania, România.

## Obiectiv memorial
Monumentul Eroilor Români din Primul Război Mondial. Obeliscul memorial este situat în centrul civic. A fost dezvelit în anul 1923 pentru a cinsti amintirea eroilor români căzuți în Primul Război Mondial, fiind realizat de Ilie Chidu la inițiativa locuitorilor comunei. Ansamblul arhitectonic are o înălțime de 3,35 m, pe un soclu de piatră cu plăci de marmură fiind montat un vultur în partea superioară. Pe monument sunt înscrise numele a 107 de eroi români identificați și textul „Aici odihnesc 18 eroi necunoscuți din armata română căzuți în luptele pe hotarul comunei noastre din septembrie 1916“.

## Istoric
Conform unei inscripții lapidare, anul 1202 este anul in care a fost construita actuala biserica "Sfânta Paraschiva". Evenimentul nu este confirmat științific și dovezile istorice infirmă o atestare atât de timpurie a localității, cel puțin pe locul și în configurația actuală. Alte atestări sunt din secolul al XVI-lea, în legatură cu unele conflicte cu localitatea Cristian pentru pășunile din munți. Un document din 1558 menționează construcția unei Mănăstiri Negre ce pare a fi fost ortodoxă.

## Monumente istorice
Biserica mică (cu hramul „Cuvioasa Paraschiva”)

## Obiective turistice principale
- Biserica Sfinții Arhangheli Mihail și Gavril. Inițiatorul și animatorul ideii zidirii unei biserici monumentale la Gura-Rîului a fost mitropolitul Andrei Șaguna. Ea s-a acreditat în conștiința gurenilor din vara anului 1847, când a avut loc vizita canonică a marelui ierarh. Au trecut 40 de ani pentru ca visul sugerat de îndemnul mitropolitului să se concretizeze în zidirea acestei biserici monumentale între anii 1886 - 1887, prin purtarea de grijă a preotului Ioachim Muntean. Meșterii constructori au fost frații Ferdinand și Iosef Koniger asistați și îndrumați de inginerul Iosef Neugebauer, toți din Sibiu. Planul după care s-au orientat în arhitectura construcției a fost planul original al bisericii din Râșnov. În arhitectura monumentală a bisericii distingem o dominantă a stilului bizantin - cu clasica navă în forma de cruce, cu un altar ca o absidă - cu baza circulară dispusă hexagonal. Se poate observa o îngemănare a caracteristicilor stilului gotic în dimensiunile impresionante ale perețiilor laterali și a cupolelor, cu barocul arcadelor și al turnului, pentru ca vârful țuguiat al acestuia din urmă să mai păstreze ceva din specificul bisericilor romanice.

- În apropierea localității se găsește și pârtia de schi „Trecătoarea Lupilor”. Având o lungime de peste 700 m, este deservită de un teleschi (lungime 470 m).

## Lacul de acumulare

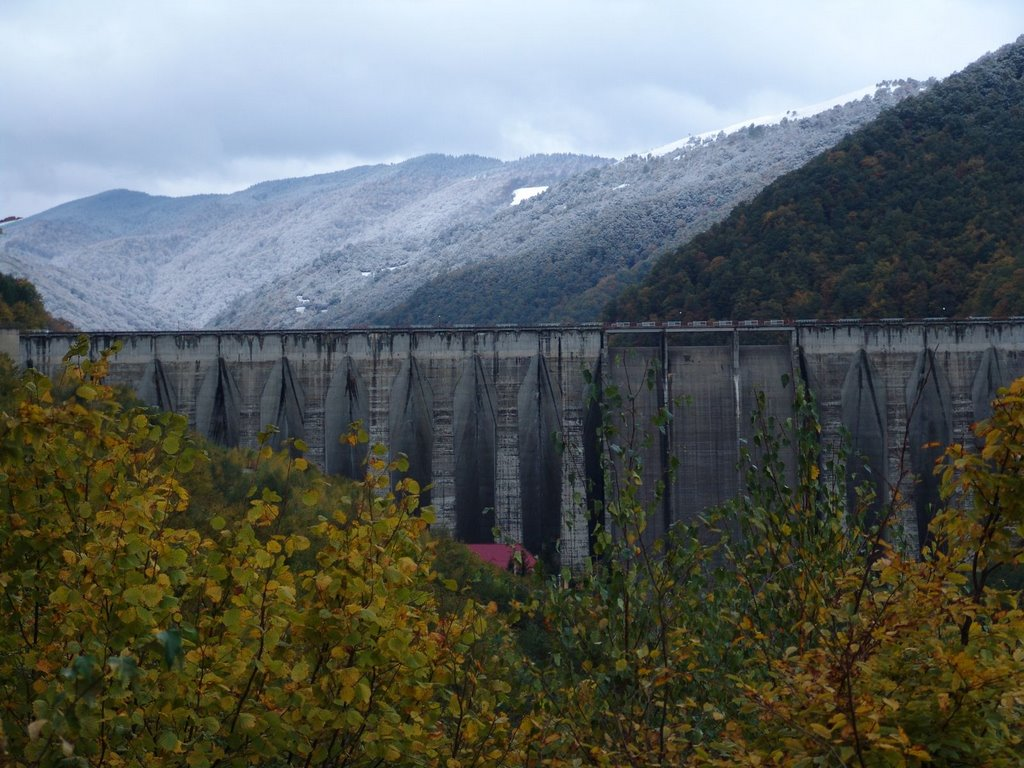
Barajul de la Gura Râului

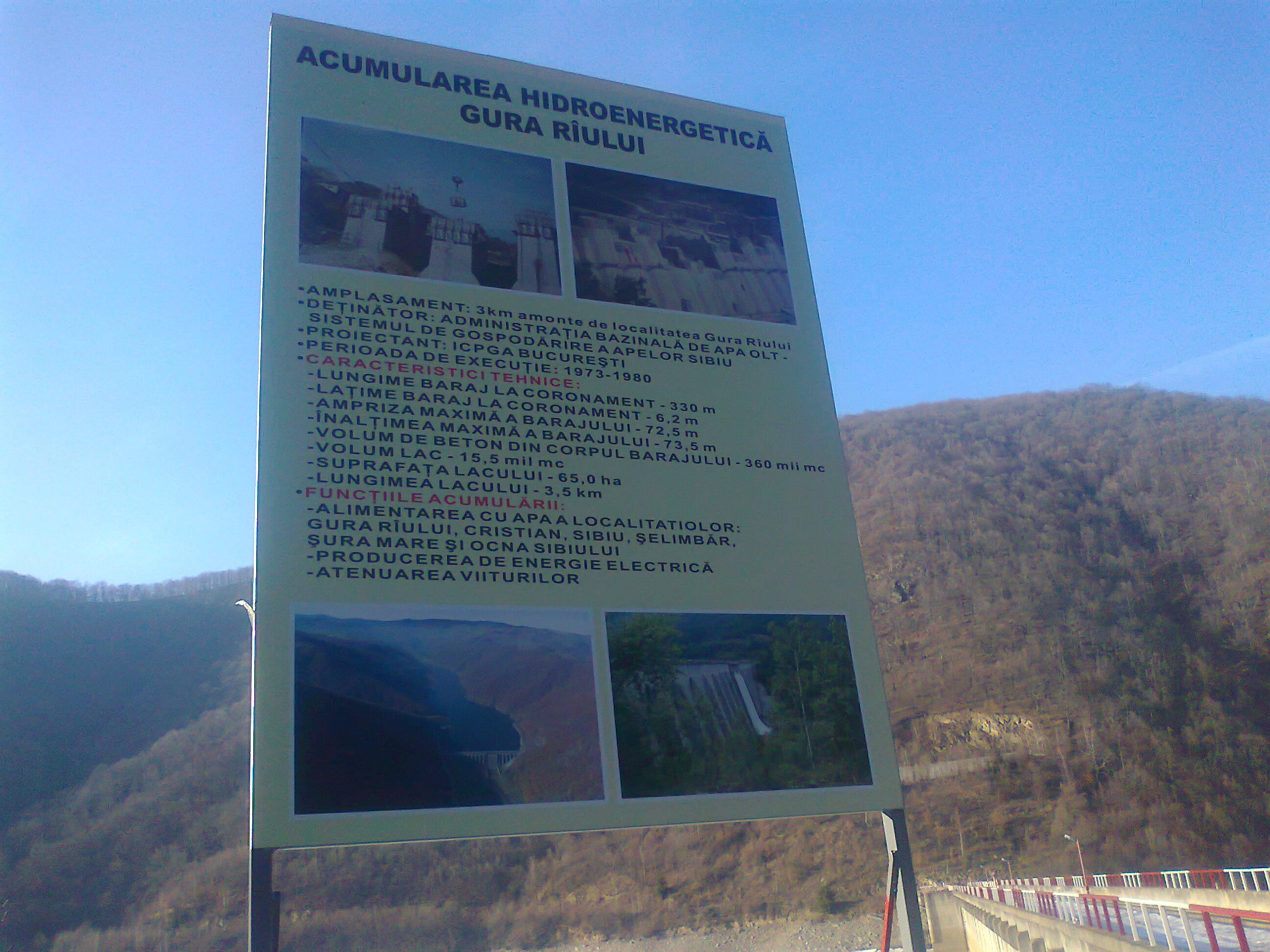
Informatii despre barajul Gura Raului

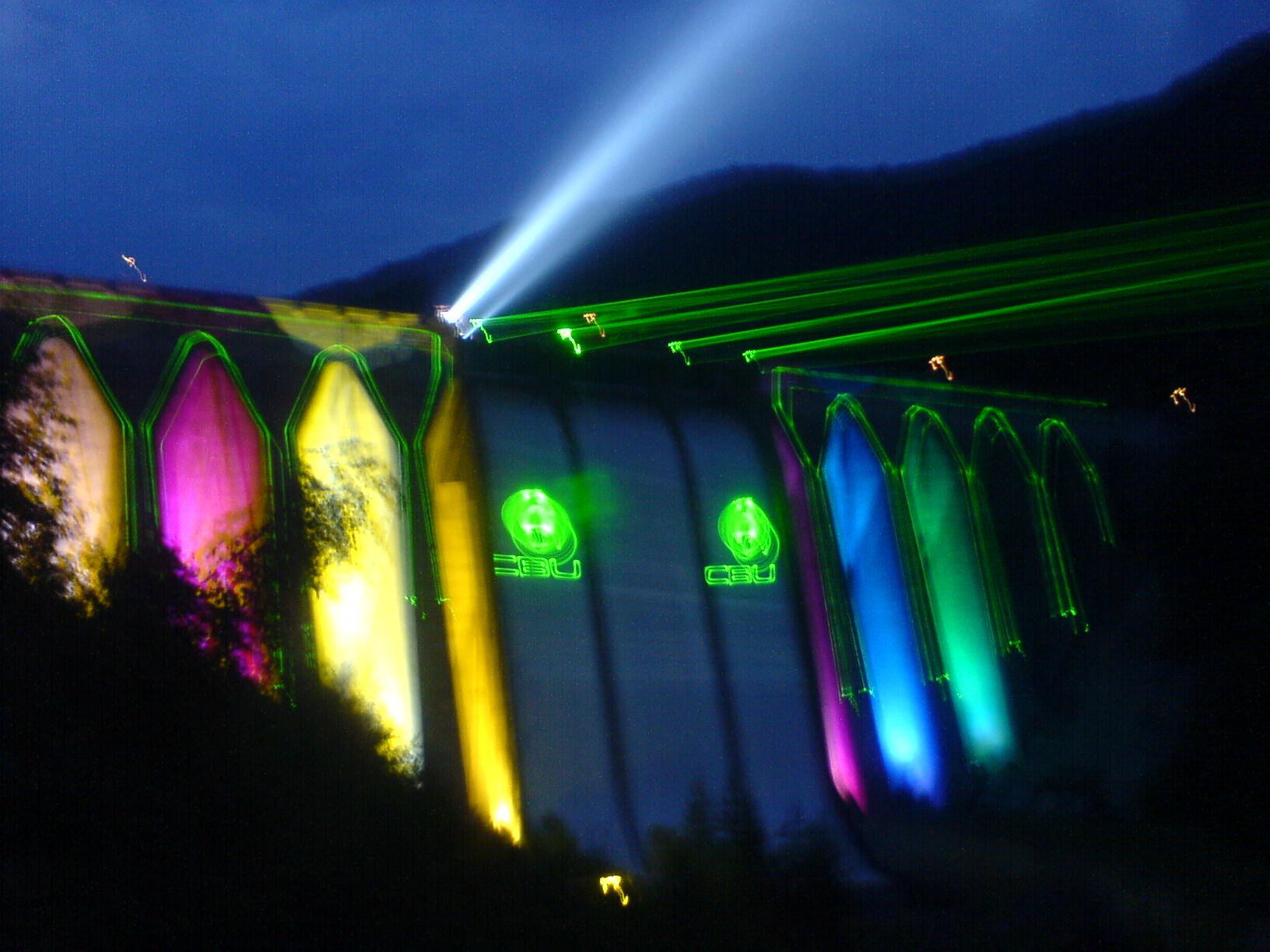
Barajul De la Gura Raului Noaptea la Fustion Festival

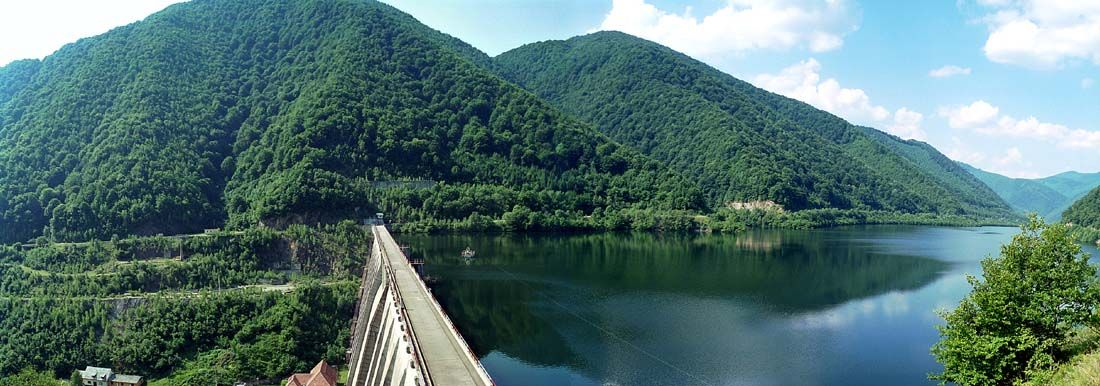
Barajul Gura Raului, vedere din munti

Barajul de la Gura Râului, situat la aproximativ 3 km de localitate, este un baraj artificial creat cu scopul principal de a alimenta cu apă municipiul Sibiu și comuna Gura Râului.
Barajul lacului de acumulare are la coronament 330 m lungime și 6,20 m lățime; înălțimea sa este de 73,50 m.
Capacitatea maximă a lacului este de 15,5 milioane metri cubi de apa. Suprafața sa este de 65 de hectare și are diferite folosințe, cum ar fi alimentarea cu apă a șase localități (inclusiv o mare parte din orașul Sibiu), producerea de energie electrică și atenuarea viiturilor.

## Microhidrocentrale
Pe teritoriul comunei Gura Raului exista trei microhidrocentale care produc energie electrica vanduta in Sistemul Energetic National. 
Prima si cea mai importanta microhidrocentrala este situata in centrul localitatii si are o putere maxima de 3.8 MW, la fel ca cea de langa zidul barajului.
A treia si cea mai noua hidrocentrala a fost construita pe malul raului mare, in amonte de baraj si are ca scop producerea curentului electric necesar iluminarii stradale din comuna Gura Raului.

## Personalități
- Bucur Bârsan din Gura Râului (??? - 1749) - Țăran oier, delegat la Viena cu petiție pentru împărăteasa Maria Tereza, luptător pentru recunoașterea credinței ortodoxe alături de Sfântul Mucenic Oprea Miclăuș din Săliște și alții.
- Ion Arsenie (1838-1883)
- Aurel Decei (1905-1976) - Istoric Diplomat si Orientalist
- Ion Hanzu (1893-1971) - Poet si rapsod
- Preotul Ilie Brad (1894-1961)
- Ioan Z. Lupe (1912-1995) - silvicultor
- Ioan Macrea - fondator al ansamblului folcloric  Junii Sibiului
- Nicolae Hanzu - Invatator
- Dr. Iacob Cătoiu (1943 - 2022) - Profesor universitar
- Familia Manta - Familie de preoti, ajuta si incurajaza traditia in Gura Raului
- Siluan Șpan, episcopul ortodox român al Italiei.

## Galerie de imagini

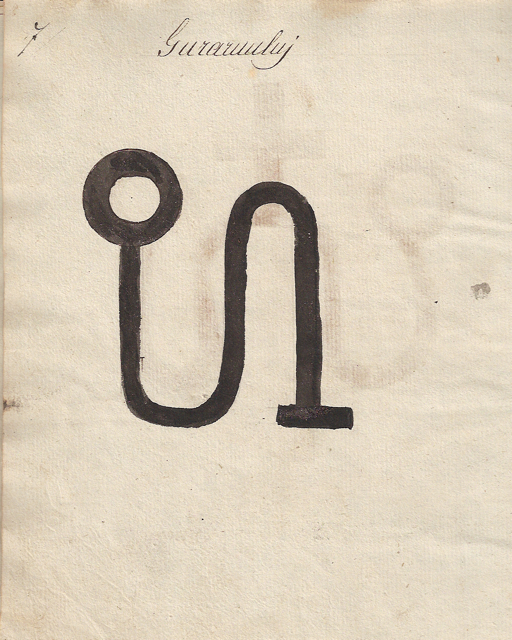
1826 - Danga pentru vitele din Gura Râului
Monumentul Eroilor
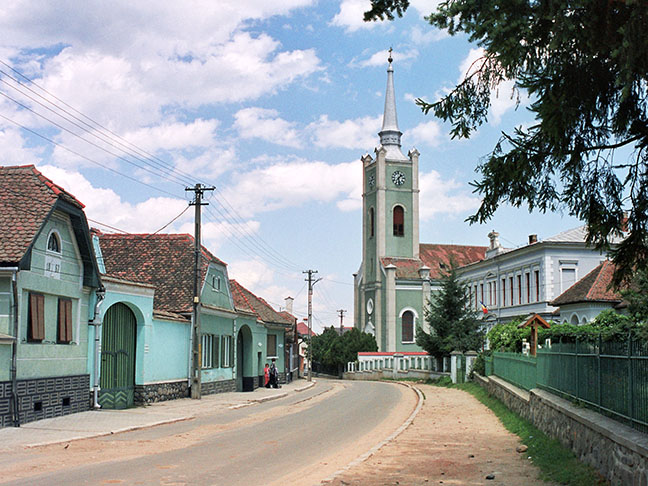
Gura Râului (Biserica Ortodoxă)
Biserica „Sfinții Arhangheli Mihail și Gavriil”
Biserica „Cuvioasa Paraschiva”
Barajul
Lacul de acumulare